# Talpa altaica
Talpa altaica es una especie de mamífero soricomorfo de la familia Talpidae.

## Distribución geográfica
Se encuentra en el norte de Mongolia en Taiga  zona de la Siberia en Rusia.